# Atlanta Motor Speedway

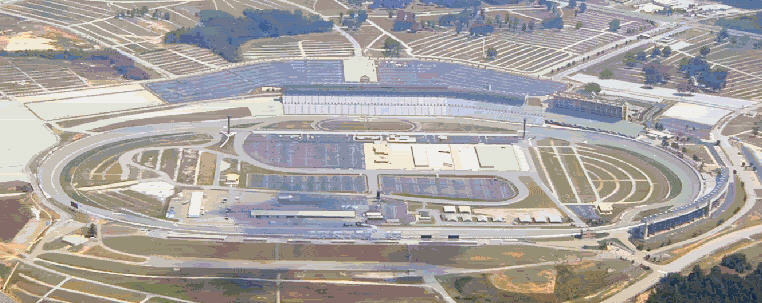
Vista dell'EchoPark Automotive Speedway.

L'EchoPark Automotive Speedway,, in passato, dal 1960 al 1990 Atlanta International Raceway  e dal 1990 e 2025 Atlanta Motor Speedway, è un circuito automobilistico statunitense situato ad Hampton in Georgia. L'autodromo è di proprietà della Speedway Motorsports e ha una capacità di 71.000 persone.
Nel 2021, a causa delle restrizioni imposte dalla contea di Fulton sullo svolgimento di eventi a causa delle restrizioni legate alla pandemia, la maratona di Atlanta si è corsa su un circuito di 14 chilometri lungo le strade perimetrali dell'autodromo, terminando all'interno della pista con quasi due giri percorsi dai maratoneti e un giro per i mezzi maratoneti.